# Муругов, Дмитрий Сергеевич
Дми́трий Серге́евич Муру́гов (22 января 1930, Казань, РСФСР, СССР ― 1 февраля 2007, Йошкар-Ола, Россия) ― советский и российский врач-хирург. Основатель хирургического отделения, заведующий отделением гнойной хирургической инфекции Республиканской больницы Марийской АССР / Марий Эл (1956―1996). Заслуженный врач РСФСР (1991).

## Биография
Родился 22 января 1930 года в Казани.
В 1953 году окончил Казанский медицинский институт.
В 1953―1956 годах ― хирург Хлебниковской районной больницы Мари-Турекского района Марийской АССР.
В 1956―1959 годах ― основатель первого хирургического отделения, в 1959―1996 годах ― заведующий отделением гнойной хирургической инфекции Республиканской больницы Марийской АССР / Марий Эл. Под его началом внедрено около 60 новых методов диагностики и лечения. Был активным партийным пропагандистом, почётным донором.
В 1991 году ему присвоено почётное звание «Заслуженный врач РСФСР». Награждён орденом «Знак Почёта» и медалями.
Скончался 1 февраля 2007 года в г. Йошкар-Оле.

## Звания и награды
- Заслуженный врач РСФСР (4 марта 1991)[1][2] ― за заслуги в области народного здравоохранения и достигнутые успехи в лечебно-профилактической работе[3]
- Почётный донор СССР[1][2]
- Орден «Знак Почёта» (1976)[1][2]
- Почётная грамота Президиума Верховного Совета Марийской АССР (1976)[1][2]